# Avezzano Calcio
Avezzano Calcio är en italiensk fotbollsklubb. Klubben har som bäst spelat i Serie D där laget gjort totalt 34 säsonger.